# Jan Geurt Gaarlandt
Jan Geurt Gaarlandt (Rotterdam, 9 oktober 1946) is een Nederlands journalist, dichter, vertaler, uitgever en romanschrijver. Hij is de oprichter van uitgeverij Balans. Zijn romans publiceert hij onder het pseudoniem Otto de Kat.

## Persoonlijk
Gaarlandt is een zoon van mr. Hans Gaarlandt (1915-1974), algemeen adviseur van de Kamer van Koophandel en Fabrieken voor Rotterdam, commissaris Goudsche Machinefabirek, en van Anna Wilhelmina Hupkes (1916-2010). Hij is een zwager van hofdame Lieke Gaarlandt-van Voorst van Beest en een kleinzoon van Egbertus Gerrit Gaarlandt en van Hermina Johanna Maria de Kat. Hij is in 1977 getrouwd met Françoise Kist, een telg uit het geslacht Kist, met wie hij een zoon en een dochter heeft. Hij woont in Gorssel.

## Loopbaan
Gaarlandt studeerde theologie aan de Universiteit van Leiden met als bijvak Nederlands. Hij schreef na zijn studie literaire kritieken voor de Volkskrant en Vrij Nederland. Hij heeft literaire documentaires gemaakt voor het radioprogramma Babel.
In 1977 trad hij in dienst als uitgever bij Uitgeverij De Haan, toentertijd de wetenschappelijke uitgeverij van Unieboek. Voor deze uitgever bezorgde hij verschillende edities van de dagboeken van Etty Hillesum en leidde deze in. Hij was er ook eindredacteur van de tiendelige Moderne Encyclopedie van de Wereldliteratuur. In 1986 richtte hij de non-fictie-uitgeverij Balans op. Hij vertaalde boeken uit het Duits. Uitgeverij Balans verkocht hij in 2002 aan WPG Uitgevers om zich meer aan het schrijven te kunnen wijden. In 2004 trad hij terug als uitgever bij Balans. Als eervol afscheid werd de bundel De noodzaak van Balans onder redactie van Hans Blom in een beperkte oplage gedrukt.
In 1975 had Gaarlandt zijn eerste boek gepubliceerd bij Van Oorschot: de dichtbundel Het ironisch handvest. In 1998 verscheen zijn eerste roman De man in de verte. In 2004 verscheen zijn tweede roman De inscheper, in 2008 zijn derde: Julia,  in 2012 de roman Bericht uit Berlijn en in 2015 "De langste nacht". De roman Julia wordt in Duitsland verfilmd door Ben Verbong naar een scenario van Toenke Berkelbach.
Vertalingen van zijn werk verschenen in het Duits, Frans, Engels en Italiaans. Hij ontving in 2005 de Halewijn literatuurprijs. Gaarlandt was in 1999 jurylid van de Laurens Janszoon Costerprijs (winnaar: Kees Fens) en in 1977 van de Multatuliprijs (winnaar: Louis Ferron).
Zijn laatste boek Autobiografie van een flat is een zachtmoedige verhandeling over gelukkige herinneringen aan Rotterdam, naast een beschrijving van de aangrijpende gebeurtenissen uit zijn jeugd. Centraal staat de flat waar zijn dan pasgetrouwde ouders in 1941 kwamen te wonen, nadat zij de vorige bewoner - de latere en gerenommeerde VVD-senator Harm van Riel - hadden uitgezwaaid. Als naoorlogs kind beschrijft Gaarlandt de oorlogsjaren van zijn ouders; klein geluk te midden van ellende. Jaren later koopt de schrijver dezelfde flat en richt deze opnieuw in; herinneringen komen levendig terug.